# Championnats du monde de BMX 1998
Navigation
Édition précédente Édition suivante
Les championnats du monde de BMX 1998, troisième édition des championnats du monde de BMX organisés par l'Union cycliste internationale, ont eu lieu du 24 au 26 juillet 1998 à Melbourne, en Australie. Ils sont remportés par le Français Thomas Allier chez les hommes et par l'Australienne Rachael Marshall chez les femmes.

## Podiums
| Épreuves                     | Or                 | Argent              | Bronze             |
| ---------------------------- | ------------------ | ------------------- | ------------------ |
| Épreuves masculines          |                    |                     |                    |
| Élite hommes                 | Thomas Allier      | Andy Contes         | Dylan Clayton      |
| Cruiser élite hommes         | Christophe Lévêque | Dale Holmes         | Matt Hadan         |
| Épreuve masculines - juniors |                    |                     |                    |
| Junior hommes                | Brandon Meadows    | Mickael Deldycke    | Luke Madill        |
| Cruiser junior hommes        | Warwick Stevenson  | Luke Madill         | Michal Prokop      |
| Épreuves féminines           |                    |                     |                    |
| Élite femmes                 | Rachael Marshall   | Marie McGilvary     | Brigitte Busschers |
| Junior femmes                | Heather Bruns      | María Gabriela Díaz | Jill Kintner       |

## Tableau des médailles
| Rang  | Nation      | Or | Argent | Bronze | Total |
| ----- | ----------- | -- | ------ | ------ | ----- |
| 1     | États-Unis  | 2  | 2      | 2      | 2     |
| 2     | Australie   | 2  | 1      | 1      | 4     |
| 3     | France      | 2  | 1      | 0      | 3     |
| 4     | Royaume-Uni | 0  | 1      | 1      | 2     |
| 5     | Argentine   | 0  | 1      | 0      | 1     |
| 6     | Tchéquie    | 0  | 0      | 1      | 1     |
|       | Pays-Bas    | 0  | 0      | 1      | 1     |
| Total | Total       | 6  | 6      | 6      | 18    |